# スーパーJチャンネルにいがた
『スーパーJチャンネルにいがた』（スーパージェイチャンネルにいがた）は、新潟テレビ21（UX）で夕方に放送されていたローカルニュース番組。

## 概要
この時間帯に放送されていた自社制作の夕方ワイド番組『小野沢裕子のいきいきワイド』の後を受け、2002年4月1日に放送開始。16:53 - 18:17にはテレビ朝日制作の『スーパーJチャンネル』をネットし、18:17以降を自社製作枠としていた。かつては17:35から独自コーナーを放送していたが、放送終了時点では17:35以降も東京発のネットを行っていた。
2011年4月1日をもって平日の放送を終了し、翌週の4月4日から本番組と平日昼の情報番組であった『レクスタ発昼どきキンコンカン』を統合した夕方ワイド番組『全力LIVE』内で平日夕方のローカルニュースが扱われている。
なお、2005年4月から2006年3月まで土曜日の放送も行っており、ANN系列で唯一、土曜日にも夕方ワイド番組を放送していた。

## 放送時間
| 期間       | 期間       | 放送時間（日本時間）   | 放送時間（日本時間）   | 放送時間（日本時間）   |
| 期間       | 期間       | 平日                   | 土曜                   | 日曜                   |
| ---------- | ---------- | ---------------------- | ---------------------- | ---------------------- |
| 2002.4.1   | 2003.3.28  | 16:50 - 19:00（130分） | （放送なし）           | （放送なし）           |
| 2003.3.31  | 2005.4.1   | 16:54 - 19:00（126分） | （放送なし）           | （放送なし）           |
| 2005.4.4   | 2005.7.2   | 16:54 - 19:00（126分） | 16:54 - 19:00（126分） | （放送なし）           |
| 2005.7.4   | 2006.4.2   | 16:53 - 19:00（127分） | 16:54 - 19:00（126分） | （放送なし）           |
| 2006.04.03 | 2011.04.03 | 16:53 - 19:00（127分） | 17:30 - 17:55（025分） | 17:30 - 17:55（025分） |
| 2011.4.9   | 2015.3.29  | （放送なし）           | 17:30 - 17:55（025分） | 17:30 - 17:55（025分） |
| 2015.4.4   | 2017.4.2   | （放送なし）           | 17:30 - 17:55（025分） | （放送なし）           |
| 2017.4.8   | 現在       | （放送なし）           | 17:30 - 17:55（025分） | 17:30 - 17:55（025分） |

## タイムテーブル

### 2010年度
- 16:53 - スーパーJチャンネル（東京のスタジオから同時ネット）
- 17:54 - ANNスーパーJチャンネル（全国のニュース、東京のスタジオから同時ネット）
- 18:17 - 県内ニュース
- 18:35 - 特集（Jチャンネル特集3を時差ネット）
- 18:50 - 天気予報
- 18:52 - ニュース・エンディング
- 18:53 - 日替わりのミニ番組へ
  - 月曜 - 最新映画情報
  - 火曜 - 耳寄りハンター
  - 水曜 - メッセージフラッシュ
  - 木曜 - にいがた恋詩（土曜7時54分に再放送）
  - 金曜 - auインフォメーション

### 2005年度金曜日
- 16:53 - オープニング
- 16:54 - スーパーJチャンネル
- 17:35 - Jクリック
- 17:43 - auインフォメーション
  - 2006年4月からは金曜日の18時53分から
- 17:48 - メッセージフラッシュ
  - 2006年4月からは水曜日の18時53分から
- 17:51 - 不定期コーナー
- 17:54 - スーパーJチャンネルANN（全国ニュース）
- 18:17 - 県内ニュース
- 18:35 - 特集（Jチャンネルの特集3を時差ネット）
- 18:46 - 週代わりコーナー
- 18:54 - 県内ニュース・エンディング

### 2005年度土曜日
- 16:54 - Jクリック
- 17:05 - 不定期コーナー
  - 主にレッツエンジョイフル、テニスの王女様などを放送
  - レッツエンジョイフルに関しては2006年4月から第一火曜日の18時56分から
- 17:10 - ホットほっとにいがた
  - 2006年4月から土曜日18時55分から
- 17:16 - 家電王水嶋のイチオシ家電
  - 2006年4月から『陽気なトランポリン』に内包（10時15分ごろ）。
- 17:20 - 不定期コーナー
  - 月1で東京ディズニーリゾート情報（Jチャン休止時は、17時25分-独立して放送）
- 17:25 - メッセージフラッシュ
- 17:28 - お知らせ
- 17:30 - スーパーJチャンネルANN
- 17:47 - 新潟県内ニュース
- 17:52 - らんらんランキング
- 17:55 - プレゼント
- 17:56 - エンディング

※土曜日のみ天気ループ表示を実施していた。

## 出演者
- 内山知子（2010年3月29日 - 2011年4月1日、月曜日 - 金曜日）
- 三河かおり（2005年4月 - 降板時期不明、月曜日 - 金曜日）
- 冨高由喜（2005年4月 - 2010年3月、月曜日 - 金曜日）
- 宮里亜衣（2005年4月 - 2006年3月、金曜17時台、土曜日のみ）

## 備考
- 2005年3月までは番組マスコット犬の「さくら」（シェットランド・シープドッグ、雌）がいた。